# 中村真人 (野球)
中村 真人（なかむら まさと、1982年2月2日 - ）は、奈良県御所市出身の元プロ野球選手（外野手）。右投左打。

## 経歴

### プロ入り前
篠塚和典に憧れ、香芝ボーイズで小学3年生から野球を始める。同チームには中学3年生まで在籍。智弁学園高校では2年夏に「3番・右翼手」として選手権大会に出場した。3年夏は「4番・右翼手」として奈良県大会で3本塁打を記録し、甲子園に出場。3回戦で由田慎太郎を擁する桐蔭学園に敗れるも、この試合で本塁打を放っている。高校通算では公式戦通算31本塁打の成績を残した。
近畿大学では糸井嘉男と同期で、1年次からレギュラーとして出場。関西学生リーグで通算67試合出場、230打数68安打、打率.296、0本塁打、32打点の成績を残す。2004年に野村克也が監督を務める社会人野球のシダックスに入団した。
同年の都市対抗ではアントニオ・パチェコ、オレステス・キンデラン、佐藤二朗のクリーンアップへつなぐ役割を果たしてチームのベスト8入りに貢献。2回戦の日本生命戦では9回裏に逆転サヨナラタイムリーを放つなどの活躍で、若獅子賞を獲得した。同年は社会人ベストナインに選ばれている。
翌2005年はIBAFワールドカップの日本代表にも選出されたが、2006年にシダックス野球部が廃部となる。シダックス時代の背番号は「26」。同年のドラフト会議にて東北楽天ゴールデンイーグルスより育成枠2巡目指名を受け、入団。社会人時代の恩師である野村克也の元で再び野球を続けることになった。背番号はシダックス時代の背番号にちなみ「126」。

### 楽天時代
2007年は育成選手ながら春季キャンプでは一軍メンバーに入っている。同年は二軍で52試合に出場して打率.346、153打数で三振はわずか7つ、チームトップの二塁打18本、長打率は5割を超えるなどの好成績を残した。
2008年は二軍で打率.354の活躍が認められて6月25日に支配下選手として登録され、背番号は「99」に変更された。支配選手登録後、早速一軍戦に出場し、9月4日のオリックス・バファローズ戦で加藤大輔からプロ初本塁打（宮城球場）、10月4日の埼玉西武ライオンズ戦（Kスタ宮城）では10回裏無死満塁で大沼幸二からプロ初のサヨナラタイムリーを放つなど、結果を残す。オールスター明け後は1番打者としてレギュラーに定着。同じく7月に育成選手から支配下登録された内村賢介と共に1・2番コンビとして活躍した。
2009年は背番号を「00」に変更。オープン戦では絶不調で開幕は二軍スタートだったが、他の選手も軒並み不調だったため早々に一軍に昇格。5月25日の横浜ベイスターズ戦（横浜スタジアム）では自身初となる初回先頭打者ホームランを放った。6月11日の中日ドラゴンズ戦（Kスタ宮城）ではプロ入り初の3番スタメンで出場した。満塁の場面で9打数5安打8打点と、シーズン打点の3分の1を満塁時にマークした。だが左投手を.229と苦手にしていたため、シーズン終盤は宮出隆自との併用になったが、右翼手のレギュラーとして最終的に初の100試合出場を記録。規定打席には到達できなかったが、打率.270、3本塁打、9盗塁と好成績を残した。
2010年は同年監督に就任したマーティ・ブラウンの方針で悪球打ち（後述）が禁止され、不振に陥る。開幕一軍入りを果たせず、4月11日に一軍に昇格したものの3日で抹消。7月2日に再度一軍登録されて以降は抹消されることはなかったものの、出場機会は一軍初出場を果たした2008年以降で最も少ない26試合にとどまった。
2011年は牧田明久の故障や鉄平の不振などもあり、主に右投手先発時の左翼手として中島俊哉と併用され、91試合に出場。打率.271の成績を残した。
2012年、前半戦は3番や5番で出場することもあったが、打率は2割台前半と打撃の調子が上がらず7月2日に二軍落ちとなり、そのまま一軍に復帰すること無くシーズンを終えた。シーズン終了後の11月4日、戦力外通告を受けた。その後、11月9日にKスタ宮城で行われた12球団合同トライアウトに参加した。この模様は『プロ野球戦力外通告・クビを宣告された男達』でも特集された。しかし、他球団からのオファーはなく、韓国プロ野球チームへの入団も検討したが、2013年2月に引退を表明した。

### 引退後
2013年より仙台市内のスポーツバーを経営。その傍ら、仙台を中心に解説者としても活動している。

## 選手としての特徴
一塁到達3.99秒の俊足と巧打を持ち味とする外野手で、主に中堅手として起用された。プロ入り後は右翼手や左翼手として出場することも多い。高校時代は4番打者として通算31本塁打を放ったが、社会人時代は主に2番打者としてチームを支えた。
難しい球も芯でとらえる高いミートセンスを持ちながら、ツボに入れば飛ばすパンチ力も兼ね備える。その打撃センスはシダックス・楽天時代の監督である野村克也にも評価され、メジャーリーグの解説経験のある本西厚博には「メジャーで通用する」と評された。「悪球打ち」の技術を備え、2009年にはボールゾーン打率.228を残すなど、大きく外されたウエストボールやワンバウンドの球に対してでもバットを合わせて安打にする。一方でストライクの絶好球をあっさり見逃したり（ど真ん中のボールを見逃し、ストライクのコールをされた後も不服そうに球審を見ていた事もある）打ち損じるなど淡白な打撃をしてしまうことも多く、「苦手なのはど真ん中」とも評される。2009年はファーストストライクでの打率が.390と初球に強かったが、2ストライク後の打率は.211と追い込まれてからの打撃に課題を抱えた。

## 人物・エピソード
現役時代の愛称は「マメ」。プロ入り後は、スポーツ新聞などでシダックス時代からの恩師、野村克也の「秘密兵器」や「秘蔵っ子」と紹介された。また週刊ベースボールで「安物の天才」と称されたこともある。
シダックス時代に『探偵!ナイトスクープ』の依頼で、野村率いるシダックス軍団の一員として、一般人と三角ベースで勝負をしたことがある。

### チームメイトとの関係
入団直後の自主練習のオフ時に、その年の大物ルーキーで当時運転免許証を持っていなかった田中将大を車に乗せて美容室に連れ立って行くなど、一緒に行動していることがしばしば報道された。
前述の同じ育成選手出身である内村賢介とは、2008年は背番号「98」「99」として1・2番コンビを組んでいた。背番号「99」を希望している中村紀洋加入後に背番号が変更されたが、2009年シーズンより中村の背番号が「00」、内村の背番号が「0」となることが決定され、結果的に背番号連番のコンビは保たれたが、内村が2012年シーズンより背番号を「6」に変更した。内村は、同シーズン途中に、横浜DeNAベイスターズの藤田一也とトレードされた。
ニックネームである「マメ」の由来は、ワールドカップ日本代表でチームメイトだった草野大輔（当時ホンダ熊本所属）から坊主頭でちょこまかと動き回る中村の様子を見て、「豆粒が動いているようにしか見えない」と言われたのがきっかけである。本人曰く当初は「代表チーム限定」との事であったが、後に楽天でチームメイトとなった草野と再会した事から、再び定着したという。
チーム内ではいじられキャラであった。
- 2008年7月18日のソフトバンク戦（Kスタ宮城）が雨天ノーゲームとなった際は、チームメイトに促されてヘッドスライディングのパフォーマンスを行った[17]。
- 2011年4月27日の西武戦（皇子山球場）が雨天ノーゲームとなり、西武の斉藤彰吾とチームメイトの阿部俊人がヘッドスライディングのパフォーマンスを行った。チームメイトに促され、中村もベースを逆走してヘッドスライディングを行いベンチに戻ったが、すでに全員が引き上げていて、さらにダグアウトへの扉を閉められていた[18][19]。同様の出来事は2010年8月11日の西武戦（Kスタ宮城・雨天ノーゲーム）でもあった。

## 詳細情報

### 年度別打撃成績
| 年 度     | 球 団     | 試 合 | 打 席 | 打 数 | 得 点 | 安 打 | 二 塁 打 | 三 塁 打 | 本 塁 打 | 塁 打 | 打 点 | 盗 塁 | 盗 塁 死 | 犠 打 | 犠 飛 | 四 球 | 敬 遠 | 死 球 | 三 振 | 併 殺 打 | 打 率 | 出 塁 率 | 長 打 率 | O P S |
| --------- | --------- | ----- | ----- | ----- | ----- | ----- | -------- | -------- | -------- | ----- | ----- | ----- | -------- | ----- | ----- | ----- | ----- | ----- | ----- | -------- | ----- | -------- | -------- | ----- |
| 2008      | 楽天      | 49    | 162   | 144   | 15    | 42    | 6        | 3        | 1        | 57    | 12    | 6     | 3        | 6     | 0     | 12    | 0     | 0     | 14    | 0        | .292  | .346     | .396     | .742  |
| 2009      | 楽天      | 101   | 353   | 318   | 34    | 86    | 13       | 2        | 3        | 112   | 25    | 9     | 4        | 10    | 2     | 22    | 0     | 1     | 32    | 5        | .270  | .318     | .352     | .670  |
| 2010      | 楽天      | 26    | 41    | 40    | 2     | 9     | 2        | 0        | 0        | 11    | 2     | 0     | 1        | 0     | 0     | 1     | 0     | 0     | 2     | 3        | .225  | .244     | .275     | .519  |
| 2011      | 楽天      | 91    | 283   | 247   | 20    | 67    | 7        | 2        | 1        | 81    | 24    | 0     | 1        | 9     | 4     | 19    | 0     | 4     | 35    | 7        | .271  | .328     | .328     | .656  |
| 2012      | 楽天      | 25    | 59    | 53    | 5     | 12    | 2        | 0        | 1        | 17    | 6     | 0     | 0        | 4     | 0     | 2     | 0     | 0     | 8     | 0        | .226  | .255     | .321     | .575  |
| 通算：5年 | 通算：5年 | 292   | 898   | 802   | 76    | 216   | 30       | 7        | 6        | 278   | 69    | 15    | 9        | 29    | 6     | 56    | 0     | 5     | 91    | 15       | .269  | .319     | .347     | .665  |

### 年度別守備成績
| 年 度 | 球 団 | 外野  | 外野  | 外野  | 外野  | 外野  | 外野     |
| 年 度 | 球 団 | 試 合 | 刺 殺 | 補 殺 | 失 策 | 併 殺 | 守 備 率 |
| ----- | ----- | ----- | ----- | ----- | ----- | ----- | -------- |
| 2008  | 楽天  | 41    | 63    | 1     | 2     | 0     | .970     |
| 2009  | 楽天  | 94    | 145   | 2     | 0     | 0     | 1.000    |
| 2010  | 楽天  | 15    | 19    | 1     | 1     | 0     | .952     |
| 2011  | 楽天  | 83    | 108   | 8     | 1     | 1     | .991     |
| 2012  | 楽天  | 13    | 16    | 0     | 0     | 0     | 1.000    |
| 通算  | 通算  | 246   | 351   | 12    | 4     | 1     | .989     |

### 表彰
- JA全農Go・Go賞好捕賞（2008年7月）

### 記録
- 初出場・初先発出場：2008年7月1日、対千葉ロッテマリーンズ9回戦（岩手県営野球場）、7番・中堅手として先発出場
- 初打席・初安打：同上、2回裏に清水直行から左前安打
- 初本塁打・初打点：2008年9月4日、対オリックス・バファローズ22回戦（クリネックススタジアム宮城）、9回裏に加藤大輔から右越ソロ
- 初盗塁：2008年9月7日、対北海道日本ハムファイターズ20回戦（札幌ドーム）、4回表に二盗（投手：多田野数人、捕手：鶴岡慎也）

### 背番号
- 126 （2007年 - 2008年6月24日）
- 99 （2008年6月25日 - 同年終了）
- 00 （2009年 - 2012年）